# Исчезнувшие населённые пункты Воронежской области
Исчезнувшие населённые пункты Воронежской области — перечень прекративших существование населённых пунктов на территории современной Воронежской области.
В силу разных причин они были покинуты жителями, или включены в состав других населённых пунктов.
Название населённых пунктов изучаются топонимистами.
Кандидат филологических наук Попов С. А. в статье 2021 года выделил, опираясь на нормативные правовые акты, основные причины исчезновения ойконимов Воронежской области:
1. Реорганизация населённых пунктов:
1.1. В форме слияния. Территориальное объединение двух и более населённых пунктов, в результате которого образуется новый населённый пункт, а объединяемые населённые пункты упраздняются; вновь образованному населённому пункту присваивается категория и наименование, в качестве которого может быть присвоено название одного из объединённых населённых пунктов.
1.2.В форме присоединения. Территориальное присоединение к населённому пункту одного и более населённых пунктов, в результате которого упраздняются присоединяемые населенные пункты, а тот населённый пункт, к которому присоединяются другие населённые пункты, сохраняет свою категорию и наименование.
1.3.В форме выделения. Территориальное выделение части территории населённого пункта, в результате которого из одного населённого пункта образуется один или более новых населённых пунктов, при этом насёленный пункт, из которого выделяется часть его территории, сохраняет свою категорию и наименование;
1.4.В форме разделения. Территориальное разделение населённого пункта, в результате которого из одного населённого пункта образуются два или более новых населённых пунктов, а разделяемый населённый пункт упраздняется.
2. Упразднение населённых пунктов. Ликвидация населённых пунктов в установленном законодательством порядке (при отсутствии в них зарегистрированного населения и находящегося в собственности физических и юридических лиц недвижимого имущества).

## 2024 год
Заря — упразднённый в 2024 году посёлок в Новохопёрском районе.

## 1994 год
Деревни Пчёлка и Парусное объединены в один населённый пункт — деревня Парусное.

## 1968 год
- с. Малая Верейка, д. Большая Покровка, д. Николаевка Маловерейского сельского совета Семилукского района объединены в один населённый пункт с названием с. Малая Верейка;
- в результате объединения фактически слившихся населённых пунктов с. Берёзовка Первая, с. Берёзовка Вторая, с. Берёзовка Третья, п. Алексеевский, располагавшихся на территории Березовского сельского совета Аннинского района, образовавшийся единый населенный пункта получил наименование с. Берёзовка[1]; Решением Воронежского областного исполнительно комитета № 772 от 20.09.1968 «Об объединении населенных пунктов» учитывая желания граждан на сходах об объединении фактически соединившихся населенных пунктов были объединены пос. Воля, пос. Синицыно и пос. Китаево Новоусманского района.

## 1965 год
- упразднены Решением Исполнительного комитета Воронежского областного Совета депутатов трудящихся от 01.07.1965 г. № 577 «О снятии с учёта посёлков, хуторов и деревень, жители которых переселились в другие населённые пункты» более двухсот населённых пунктов: в Аннинском районе — 31 (посёлки Афоновка, Балабон, Видный, Вольный, Колосок, Лопушной, Мещанский, Образцовый, Пионеровка, Сосновка, Томилино и др.), в Бобровском — 11 (посёлки Воскресенский, Конезавода № 20, Ольгинка, Сальный, Солоти и др.), хутора Анновка, Междуречный), в Богучарском — 9 (п. «Ким», хутора Козловка, Кленовый, Копани, Плесцо, Сармин и др.), в Борисоглебском — 11 (посёлки Березовка, Зорька, Полыньки, Приволье, Стрипов, Ясное утро и др.), в Бутурлиновском — 8 (посёлки Войково, Красная Звезда, Шпиль и др.), хутора Новомихайловка, Рагозин, Шелковый), в Верхнехавском — 3 (посёлки Грязнушка, Надежденка, совхоза «Углянец»), в Грибановском — 28 (посёлки Лесосплав, Лучков, Мехцех, хутора Вольный, Глинище, Гнилой, Дальний Колодезь, Згадкий, Солонцы, Средняя Колпачинка, Стублятка и др.), в Калачеевском — 3 (хутора Каменный карьер, Культура, Пискуновка), в Кантемировском — 8 (п. Стандарт, хутора Афанасьевка, Кадурин, Калинин, Ясеновый и др.), в Лискинском — 4 (посёлки ММС, п/х мясокомбината, РТС, х. Тимирязево), в Новоусманском — 15 (с. Кременчуг, посёлки Выкрестовские Выселки, Коммунар, Свобода, Хрестищинская сотня и др.), хутора Коммунар, Саратовский, Чечеры), в Новохопёрском — 16 (посёлки Говоровка, Журавка, Ключики, Красное Тулучеево, Курячий, Пионер, Татарка и др.), в Нижнедевицком — 2 (хутора Гнилой и Кузнецкий), в Ольховатском — 3 (хутора Бурцево, Дубровка, Красный Яр), в Острогожском — 6 (хутора Безводный, Дубровский, Задонский, Калинина, Марс, Ямки), в Павловском — 3 (хутора Жиляев, Копаный, Пшеничкин), в Панинском — 4 (хутора Деев и Заря жизни, посёлки Заря и Степановка), в Подгоренском — 15 (хутора Борщевский, Забугин, Казачков, Малый Скорорыб, Минжулино, Потимок и др.), в Россошанском — 17 (хутора Должик, Калинова балка, Кринички, Молот, Оборонный, Орловы стенки, Сухая Долина и др.), в Семилукском — 6 (деревни Михайловка, Рядное, Стублище, хутора Арсентьев, Минаи, Томаки), в Таловском — 20 (посёлки Верхний Колпак, Граничный, Заря, Ивановка 3-я, Луговской, Новый Икорец, Степной, Хуторской и др.), в Эртильском — 11 (посёлки Екатериновка, Еременка, МТФ, МТФ-2, Паршиновка, Харчевня и др.)[1].